# Óbudai Gimnázium
Az Óbudai Gimnázium egy több mint 140 éves oktatási intézmény Óbuda központjában.

## Története
A XIX. században a gyáripar elterjedésének köszönhetően Óbuda népessége jelentősen megnövekedett, amelynek velejárója lett a vallási élet fellendülése egyletek, iskolák létrehozásával, apácarendek és szerzetesrendek betelepítésével. Cselka Nándor 1878-ban hívta Óbudára az első három vincés nővért – akiket szürke nénéknek is hívtak –, hogy óvodáskorú gyerekek nevelésével foglalkozzanak.
Az Óbudai Gimnázium 1878. szeptemberében jött létre mint a Szürke Nénék Intézetének Kisdedóvója, Elemi és Polgári Iskolája az akkori Szentháromság (ma Szentlélek) téren. Eredetileg az intézetnek csak a mai B épület telkét adományozták (egy forrás szerint az adományozó bizonyos Dörner Róza volt), s az 1880-as években szerezte meg az intézet a mai A épület ingatlanját is. Ekkor még mindkét épület földszintes volt.
Kezdetben 3 néne és egy szolgáló dolgozott, 35-40 lány és 100-120 „apró” (mindkét nemű katolikus gyerek) járt az intézménybe. 1901-ben a nővérek száma 15, 1920-ban 20, 1947-ben 31 volt.
1887-ben lett nyilvános jogú a katolikus népiskola.
A trianoni békeszerződéssel az irgalmas nővérek egyetlen óvónőképzőjét is elcsatolták, ezért úgy döntöttek, hogy annak szerepét a Szentlélek téren lévő kisdedóvoda veszi át. 1929-ben indította el az iskola az óvónőképzést, mely csak 1942-ben kapott nyilvánosságot.
1933-ban a kisdedóvó felvette a szociális gondozók védőszentje, Szent Lujza nevét.
1935-ben korszerű napközi otthonos óvoda indult az óvónőképző gyakorló óvodájaként 3 csoportban, 40 fős létszámmal.
1945. augusztus 18-án miniszterelnöki rendelet (6650/1945. M. E.) látott napvilágot, amely elrendelte a 8 osztályos általános iskolák megszervezését. Velics Ferdinanda vezetésével a Szent Lujza Intézetben Római Katolikus Általános Iskola indult, felmenő rendszerben.
Az 1947/48-as tanévben 165 fiú és 468 lány járt a 7 évfolyamon. Az utolsó polgári osztály ekkor végzett. A magas tanulói létszám miatt kétműszakos volt a tanítás.
1948-ban az Egyházi iskolák államosítása után vidékről irányítottak át a világi pedagógusokat,
mert az intézményből csak hárman tették le az új esküt. A szerzetes nővérek nem vállalták az átminősítést. Megbízott igazgató Mezey Mária lett. Szeptembertől a Római Katolikus Általános Iskola III. Kerület Állami Általános Iskolaként működött tovább, új tantestülettel. Az általános iskola csak 8 tantermet használhatott.
1950. július 19-én a zárdát kiürítették. Az óvónőképzés 1951-ig tartott, utána a szerepét a Hőgyészi Állami Óvónőképző vette át, amely 1956-ig működött. Helyette az iskolában tanítóképzés folyt 1956-ig.
Az általános iskola még párhuzamosan működött, de 1953-tól már nem vettek fel új tanárokat. A forradalom után az iskola átváltott csak négyéves gimnáziumra.
1953-ban a Szentlélek tér neve Korvin Ottó tér lett.
1956-ban adták ki az utolsó tanárnői oklevelet. Ebben az évben szűnt meg az általános iskola is. Ettől kezdve csak gimnáziumi oktatás folyik az épületben.
1958-ban az intézmény neve Martos Flóra Gimnázium lett.
1991-ben nevezték át Óbudai Gimnáziumra. Ekkor még csak 4 osztályos képzés folyt.
1993-tól már 6 osztályos képzést is indítanak.

## Rangsor
|     | 2020 | 2021 | 2022 | 2023 |
| --- | ---- | ---- | ---- | ---- |
| HVG | 93   | 90   | 91   | 94   |

## Vezetőség
- Szűcs József (informatika) intézményvezető,
- Tordai György (történelem) intézményvezető-helyettes,
- Tamási Anita (német nyelv) intézményvezető-helyettes.

## A képzés története táblázatba foglalva
|           | Óvoda                                 | Óvoda                                         | Óvónőképző                                   | Munkatanoda                          | Elemi Népiskola             | Polgári Iskola                | Általános Iskola | Tanítóképző | Gimnázium   | Gimnázium |
| Kisdedóvó | Gyakorló Óvoda                        |                                               |                                              |                                      |                             |                               |                  | 4 osztályos | 6 osztályos |           |
| 1878-1897 | Szürke Nénék Intézetének Kisdedóvója  |                                               |                                              | Kézimunka Iskola                     | Szürke Nénék Elemi Iskolája | Szürke Nénék Polgári Iskolája |                  |             |             |           |
| 1897-1900 | Cselka Intézet Kisdedóvója            | Szürke Nénék Munkatanodája                    | Cselka Intézet Elemi Iskola                  | Cselka Intézet Polgári Iskola        |                             |                               |                  |             |             |           |
| 1900-1929 | Cselka Intézet Kisdedóvója            | Cselka Intézet Munkatanodája                  | Cselka Intézet Elemi Iskola                  | Cselka Intézet Polgári Iskola        |                             |                               |                  |             |             |           |
| 1929-1934 |                                       | Cselka Intézet Gyakorló Óvoda                 | Cselka Intézet Elemi Iskola                  | Cselka Intézet Polgári Iskola        | Cselka Intézet Óvónőképzője |                               |                  |             |             |           |
| 1934-1945 | Szent Lujza Intézet Gyakorló Óvoda    | Szent Lujza Intézet Óvónőképzője              |                                              | Szent Lujza Intézet Polgári Iskolája |                             |                               |                  |             |             |           |
| 1945-1948 | Szent Lujza Intézet Gyakorló Óvoda    | Szent Lujza Intézet Óvónőképzője              | Szent Lujza Római Katolikus Általános Iskola | Szent Lujza Intézet Polgári Iskolája |                             |                               |                  |             |             |           |
| 1948-1949 | Gyakorló Óvoda                        | III. Kerületi Állami Kisdedóvó Intézet        |                                              | Általános Iskola                     |                             |                               |                  |             |             |           |
| 1949-1950 | Gyakorló Óvoda                        | III. Kerületi Állami Pedagógiai Gimnázium     |                                              | Általános Iskola                     |                             |                               |                  |             |             |           |
| 1950-1951 | Gyakorló Óvoda                        | III. Kerületi Állami Óvónőképző               |                                              | Általános Iskola                     |                             |                               |                  |             |             |           |
| 1951-1952 |                                       |                                               | III. Kerületi Állami Tanítóképző             | Általános Iskola                     |                             |                               |                  |             |             |           |
| 1952-1954 | Általános Iskola, csak alsó tagozatos |                                               | III. Kerületi Állami Tanítóképző             |                                      |                             |                               |                  |             |             |           |
| 1954-1956 | Általános Iskola, csak alsó tagozatos | III. Kerületi Korvin Ottó téri Leánygimnázium | III. Kerületi Állami Tanítóképző             |                                      |                             |                               |                  |             |             |           |
| 1956-1958 |                                       | III. Kerületi Korvin Ottó téri Leánygimnázium |                                              |                                      |                             |                               |                  |             |             |           |
| 1958-1991 | Martos Flóra Gimnázium                |                                               |                                              |                                      |                             |                               |                  |             |             |           |
| 1991-1993 | Óbudai Gimnázium                      |                                               |                                              |                                      |                             |                               |                  |             |             |           |
| 1993-     | Óbudai Gimnázium                      | Óbudai Gimnázium                              |                                              |                                      |                             |                               |                  |             |             |           |